# Egres-barlang
Az Egres-barlang a Duna–Ipoly Nemzeti Parkban lévő Visegrádi-hegységben, Pomáz területén, a Hársas-hegy lábánál található egyik üreg.

## Megközelítés
A Hársas-hegy bár Pomáz közigazgatási területén van, de lényegesen egyszerűbb Szentendre, vagy Pilisszentlászló felől megközelíteni az úgynevezett Sikárosi-úton. A Sikárosi vadászházig aszfaltozott erdészeti út vezet, járművel engedélyköteles út. Innen tovább, nyugat felé a Bükkös-patak partján az Országos Kéktúra jelzését követve jutunk a Hársas-hegy északi lábához. Itt sziklakibúvások jelzik, hol kell keresni az Egres-barlangot. A turistaúttól 50–60 méterrel délebbre, magasabban vezető szekérút mellett van egy jellegzetes, 5–6 méter magas, 8–10 méter széles, lekerekített szikla a bozótosból kiemelkedve. E szikla kettérepedése mentén alakult ki az üreg.

## Leírás
A nevét a bejárat mellett, a fal párkányán nőtt egresbokorról kapta. A sziklafalból nyugati irányba, vízszintes, magas, egészen a sziklatetőig érő, 50 centiméter széles járat indul. Ez viszont egy méter után járhatatlanná szűkül, de a szikla tetejéről egy aknabejáraton leereszkedve a szűkület mögötti, szintén keskeny, de azért járható főhasadékba jutunk. A keskeny, enyhén ferde, beboltozott hasadék hossza öt méter, magassága 2,5–4 méter. Alján földes törmelék található. Feltűnően hűvös levegő áramlott ki az üreg alsó nyílásán 1996. július 8-án, ami kiterjedtebb hasadékrendszerre utal, mint amennyit az üreg mutat. Helyi jelentőségű, kis méretű üreg.

## Kutatástörténet
1996-ban Eszterhás István írta le és térképezte fel az üreget. Korábbi kutatásáról nincs adat.
A 2001. november 12-én készült Magyarország nemkarsztos barlangjainak irodalomjegyzéke című kézirat barlangnévmutatójában szerepel az Egres-barlang. A barlangnévmutatóban meg van említve 1 irodalmi mű, amely foglalkozik az üreggel. A 364. tétel nem említi, a 363. tétel említi. A 2014. évi Karsztfejlődésben megjelent tanulmányban az olvasható, hogy a Visegrádi-hegység 101 barlangjának egyike a Pomázon található, 5 m hosszú és 4 m magas Egres-barlang.